# Colostygia alpestrata
Colostygia alpestrata là một loài bướm đêm trong họ Geometridae.